# Arrondissement di Nanterre
L'arrondissement di Nanterre è una suddivisione amministrativa francese, situata nel dipartimento degli Hauts-de-Seine e nella regione della Île-de-France.

## Composizione
L'arrondissement di Nanterre raggruppa 15 comuni in 24 cantoni:
- cantone di Asnières-sur-Seine-Nord
- cantone di Asnières-sur-Seine-Sud
- cantone di Bois-Colombes
- cantone di Clichy
- cantone di Colombes-Nord-Est
- cantone di Colombes-Nord-Ovest
- cantone di Colombes-Sud
- cantone di Courbevoie-Nord
- cantone di Courbevoie-Sud
- cantone di Garches
- cantone di La Garenne-Colombes
- cantone di Gennevilliers-Nord
- cantone di Gennevilliers-Sud
- cantone di Levallois-Perret-Nord
- cantone di Levallois-Perret-Sud
- cantone di Nanterre-Nord
- cantone di Nanterre-Sud-Est
- cantone di Nanterre-Sud-Ovest
- cantone di Neuilly-sur-Seine-Nord
- cantone di Neuilly-sur-Seine-Sud
- cantone di Puteaux
- cantone di Rueil-Malmaison
- cantone di Suresnes
- cantone di Villeneuve-la-Garenne